# Tylopsis fissa
Tylopsis fissa är en insektsart som beskrevs av David R. Ragge 1964. Tylopsis fissa ingår i släktet Tylopsis och familjen vårtbitare. Inga underarter finns listade i Catalogue of Life.